# Ungureni (Brăduleț), Argeș
Ungureni este un sat în comuna Brăduleț din județul Argeș, Muntenia, România.